# 12 декабря
12 декабря — 346-й день года (347-й в високосные годы) по григорианскому календарю.
До конца года остаётся 19 дней.
До 15 октября 1582 года — 12 декабря по юлианскому календарю, с 15 октября 1582 года — 12 декабря по григорианскому календарю.
В XX и XXI веках соответствует 29 ноября по юлианскому календарю.

## Праздники и памятные дни

### Международные
- ООН — Международный день охвата услугами здравоохранения
- ООН — Международный день нейтралитета

### Национальные
- Казахстан — День сотрудников таможенных органов.
- Кения — День независимости.
- Россия — День Конституции.
- Туркменистан — День нейтралитета.
- Украина — День сухопутных войск.

### Религиозные
Православие
- Память мученика Парамона Вифинского и с ним 370 мучеников (250)[4];
- память мученика Филумена Анкирского (ок. 274)[5];
- память преподобного Акакия Синайского, о котором повествуется в Лествице (VI в.);
- память преподобного Нектария Печерского, в Ближних пещерах (XII в.);
- память священномученика Авива, епископа Некресского (Кахетинского) (VI в.);
- память священномученика Сатурнина, первого епископа Тулузского (III в.)
- память священномученика Сергия Кочурова, пресвитера (1941);
- память святителя Мардария (Ускоковича) (1935)[6].

### Именины
- Католические: Александра.
- Православные: Парамон, Филумен, Акакий, Нектарий, Авив, Сатурнин, Сергий, Мардарий.

## События

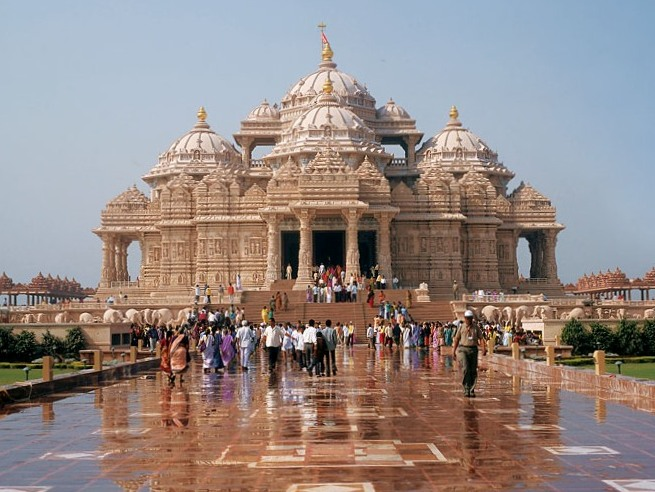
Храм в Дели

См. также: Категория:События 12 декабря

### До XX века
- 627 — Битва при Ниневии — ключевое сражение византийско-персидской войны начала VII века и последнее сражение римско-персидских войн, которые с перерывами тянулись 400 лет. Завершилась победой византийцев, сумевших отстоять Малую Азию.
- 1098 — завершилась осада крестоносцами арабского города Маарра (современный Мааррет-эн-Нууман, Сирия) произошедшая в рамках 1-го крестового похода.
- 1787 — Американский штат Пенсильвания ратифицировал Конституцию США.
- 1817 — в Москве состоялось торжественное открытие Манежа.

### XX век
- 1905
  - Советом народных депутатов провозглашена Новороссийская республика.
  - В Харькове началось вооружённое восстание, которым руководил Артём[7][8].
- 1910 — в Нью-Йорке пропала без вести светская львица Дороти Арнольд.
- 1911 — столица Индии перемещена из Калькутты в Дели.
- 1917 — крупнейшая железнодорожная катастрофа во Франции: близ альпийского городка Сен-Мишель-де-Морьен потерпел крушение и загорелся воинский эшелон. Погибли около 700 французских солдат, возвращавшихся с итальянского фронта.
- 1919 — войска Деникина выбиты из Харькова[9][10].
- 1925 — официальное восшествие на престол шаха Ирана Реза Пехлеви.
- 1939 — Финская армия нанесла поражение советским войскам в сражении Толваярви.
- 1941 — Великая Отечественная война: освобождены Солнечногорск и Сталиногорск.
- 1946 — Резолюция Совета Безопасности ООН 13: Сиам стал членом ООН.
- 1955 — рабочий посёлок Братск преобразован в город.
- 1958 — в бразильском городе Белу-Оризонти основан Папский католический университет Минас-Жерайс[11].
- 1959 — в Бангкоке начались первые Игры полуострова Юго-Восточной Азии.
- 1961 — в США запущен на орбиту первый в мире радиолюбительский спутник OSCAR-1.
- 1963 — Кения получила независимость от Великобритании.
- 1974 — состоялась премьера фильма «Крёстный отец 2».
- 1985 — авиакатастрофа рейса Arrow Air 1285, Douglas DC-8 разбился около Гандера, Ньюфаундленд, погибли 256 человек, из которых 248 были американскими миротворцами, возвращавшимися после миссии на Синайском полуострове. Крупнейшая авиакатастрофа в Канаде.
- 1989 — начался Второй Съезд народных депутатов СССР[12].
- 1991
  - РСФСР денонсирует Союзный договор 1922 года и отзывает депутатов из Верховного Совета СССР.
  - Верховный Совет Украины принял Закон о внесении изменений в Уголовный и Уголовно-процессуальный кодексы Украинской ССР, согласно которому отменялась 122 статья УК Украины (за добровольные гомосексуальные отношения). С того момента предусматривается наказание за гомосексуальные отношения только в случае применения насилия.
  - Была образована популярная музыкальная группа «Лицей»[13].
  - Столица Нигерии была перенесена в город Абуджа.
- 1993 — всенародным голосованием была принята новая Конституция Российской Федерации[12].
- 1995 — три истребителя Су-27 пилотажной группы «Русские витязи» врезались в гору под Камранью (Вьетнам); погибло четверо лётчиков[14].

### XXI век
- 2008
  - Швейцария присоединилась к Шенгенской зоне и стала 25-й страной-участницей соглашения о безвизовом перемещении.
  - На Расвумчоррском руднике в Мурманской области произошёл взрыв (погибло 12 человек).
- 2015 — принято Парижское соглашение об изменении климата (подписано 22 апреля 2016 года).
- 2021 — нидерландский автогонщик Макс Ферстаппен впервые стал чемпионом по автогонкам в классе «Формула-1».

## Родились

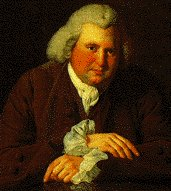
Эразм Дарвин

См. также: Категория:Родившиеся 12 декабря

### До XIX века
- 1731 — Эразм Дарвин (ум. 1802), английский поэт, врач, натуралист, дед Чарльза Дарвина.
- 1761 — Мария Тюссо (ум. 1850), скульптор, основательница музея восковых фигур мадам Тюссо в Лондоне.
- 1766 — Николай Карамзин (ум. 1826), русский писатель и историк.
- 1774 — Уильям Генри (ум. 1836), английский химик.
- 1791 — Мария-Луиза Австрийская (ум. 1847), вторая супруга императора Франции Наполеона I.

### XIX век
- 1818 — Иван Делянов (ум. 1898), министр народного просвещения Российской империи в 1882—1897.
- 1821 — Гюстав Флобер (ум. 1880), французский писатель.
- 1860 — Ян Каспрович (ум. 1926), польский поэт, драматург, литературный критик, переводчик.
- 1863 — Эдвард Мунк (ум. 1944), норвежский живописец и график.
- 1881 — Винсент Гуго Бендикс (ум. 1945), американский изобретатель автомобильного стартёра, промышленник.

### XX век
- 1901 — Герасим Фейгин (погиб в 1921), участник Гражданской войны, один из организаторов комсомола, поэт.
- 1903
  - Ясудзиро Одзу (ум. 1963), японский кинорежиссёр и сценарист.
  - Борис Оленин-Гиршман (ум. 1961), актёр театра и кино, театральный режиссёр, народный артист РСФСР.
- 1905 — Василий Гроссман (при рожд. Иосиф Гроссман; ум. 1964), советский писатель, журналист, военный корреспондент.
- 1908 — Густав Эрнесакс (ум. 1993), эстонский хоровой дирижёр, композитор, педагог, публицист, народный артист СССР.
- 1910 — Евгений Воробьёв (ум. 1990), советский прозаик, публицист, сценарист.
- 1915 — Фрэнк Синатра (ум. 1998), американский певец и актёр, лауреат «Оскара», 11 премий «Грэмми».
- 1922
  - Николай Саламов (ум. 2003), осетинский и российский актёр театра и кино, драматург, народный артист СССР.
  - Василий Борисов (ум. 2003), советский стрелок из винтовки, олимпийский чемпион (1956), многократный чемпион мира.
- 1924 — Исаак Каплан (ум. 1997), советский и российский художник кино, народный художник РФ.
- 1925 — Владимир Шаинский (ум. 2017), композитор, пианист, певец, народный артист РСФСР.
- 1927 — Роберт Нойс (ум. 1990), американский инженер, один из изобретателей интегральной схемы.
- 1928
  - Чингиз Айтматов (ум. 2008), киргизский и русский писатель.
  - Леонид Быков (ум. 1979), кинорежиссёр, сценарист и актёр, народный артист Украинской ССР.
- 1929 — Джон Осборн (ум. 1994), английский драматург и сценарист.
- 1937 — Конни Фрэнсис (ум. 2025), американская певица итальянского происхождения.
- 1938 — Равиль Бикбаев (ум. 2019), башкирский поэт, литературовед, общественный деятель.
- 1941 — Виталий Соломин (ум. 2002), актёр и режиссёр театра и кино, сценарист, народный артист РСФСР.
- 1943 — Дики Беттс, американский гитарист, певец, композитор, автор песен.
- 1946
  - Клара Новикова (урождённая Герцер), советская и российская артистка эстрады, юмористка, народная артистка РФ.
  - Эмерсон Фиттипальди, бразильский автогонщик, двукратный чемпион мира в классе «Формула-1».
- 1951
  - Анатолий Алябьев (ум. 2022), советский биатлонист, двукратный олимпийский чемпион.
  - Фёдор Конюхов, советский и российский путешественник, писатель, художник.
- 1953 — Брюс Кулик, американский гитарист, бывший участник рок-группы «Kiss».
- 1954 — Драган Василькович, сербский политический и военный деятель.
- 1962 — Макс Раабе (при рожд. Маттиас Отто), немецкий певец.
- 1970 — Дженнифер Коннелли, американская актриса, обладательница «Оскара», «Золотого глобуса» и др. наград.
- 1974
  - Бернард Лагат, кенийский и американский бегун, многократный чемпион мира.
  - Торгер Нергор, норвежский кёрлингист, олимпийский чемпион (2002).
  - Нольберто Солано, перуанский футболист и тренер.
- 1975
  - Маим Бялик, американская актриса.
  - Мара Ковачевич, сербская югославская дзюдоистка.
- 1977 — Сергей Светлаков, российский комедийный актёр кино и телевидения, телеведущий, продюсер, сценарист.
- 1982
  - Хейди Лёке, норвежская гандболистка, олимпийская чемпионка, двукратная чемпионка мира.
  - Дмитрий Турсунов, российский теннисист, заслуженный мастер спорта, обладатель Кубка Дэвиса.
- 1984 — Даниэль Аггер, датский футболист и тренер
- 1985 — Гильерме, российский и бразильский футболист, вратарь.
- 1990 — Криста Пярмякоски, финская лыжница, многократный призёр Олимпийских игр и чемпионатов мира.
- 1992 — Чэнь Жолинь, китайская прыгунья в воду, 5-кратная олимпийская чемпионка.
- 1993 — Макс Рендшмидт, немецкий гребец на байдарках, трёхкратный олимпийский чемпион, многократный чемпион мира.

## Скончались

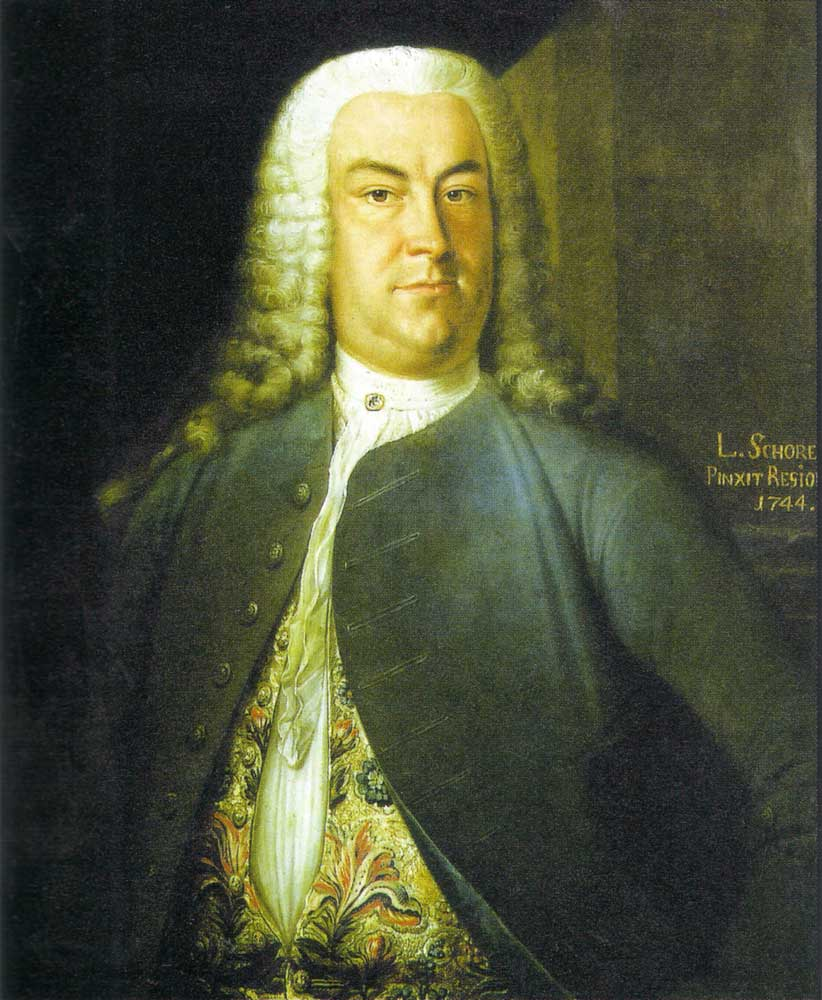
Иоганн Готшед

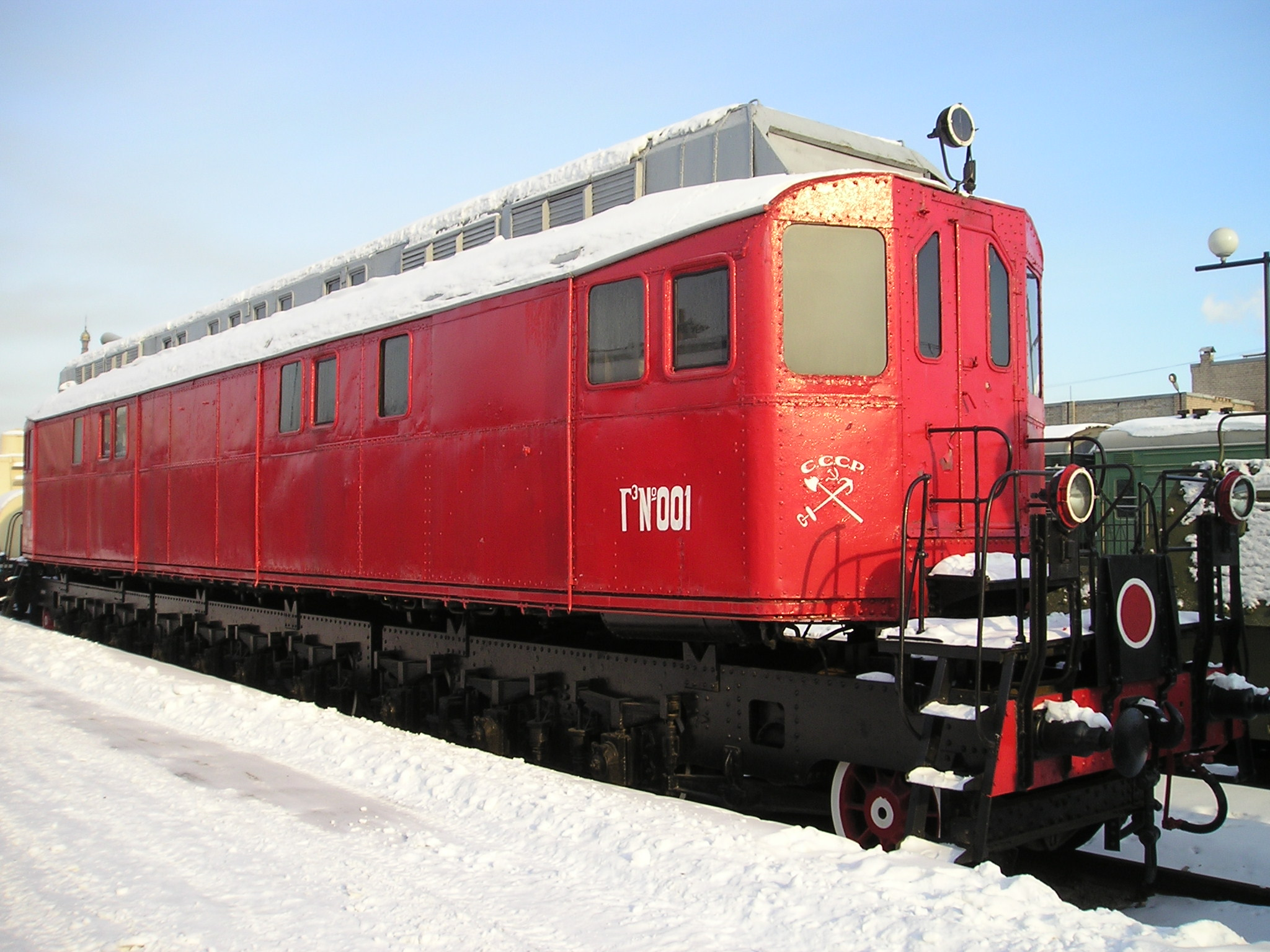
Тепловоз Щ^{эл}1 конструкции Гаккеля

См. также: Категория:Умершие 12 декабря

### До XIX века
- 1586 — Стефан Баторий (р. 1533), князь Трансильвании (1571—1576), король Польши, великий князь Литовский (1576—1586).
- 1685 — Джон Пелль (р. 1611), английский математик-алгебраист, член Королевского общества.
- 1766 — Иоганн Кристоф Готшед (р. 1700), немецкий учёный и писатель.
- 1792 — Денис Фонвизин (р. 1744/45), русский писатель.
- 1796 — Григорий Александрович Хованский (род. 1767), русский поэт и переводчик, князь[15].

### XIX век
- 1849 — Марк Брунель (р. 1769), французский инженер, построивший первый туннель под Темзой.
- 1872 — Эдвин Форрест (р. 1806), американский актёр.
- 1889 — Роберт Браунинг (р. 1812), английский поэт.

### XX век
- 1902 — Павел Грабовский (р. 1864), украинский писатель.
- 1924 — Александр Парвус (р. 1867), российский и немецкий социал-демократ, общественный деятель, публицист, теоретик марксизма.
- 1939 — Дмитрий Айналов (р. 1862), российский и советский историк искусства.
- 1939 — Дуглас Фербенкс (р. 1883), американский актёр, звезда немого кино, первый президент Американской киноакадемии.
- 1941 — Бренсон Деку (р. 1892), американский фотограф и путешественник.
- 1945 — Яков Гаккель (р. 1874), российский и советский инженер, создатель самолётов, тепловозов.
- 1952 — Бедржих Грозный (р. 1879), австрийский и чехословацкий востоковед, лингвист и филолог.
- 1955 — Антун Добронич (р. 1878), хорватский композитор, фольклорист, музыкальный писатель, педагог.
- 1958 — Милутин Миланкович (р. 1879), сербский инженер, климатолог, геофизик, астроном, популяризатор науки.
- 1962 — Екатерина Гельцер (р. 1876), советская балерина, лауреат Сталинской премии.
- 1963
  - Ясудзиро Одзу (р. 1903), японский кинорежиссёр и сценарист.
  - Теодор Хойс (р. 1884), немецкий политик, журналист и политолог, первый федеральный президент Германии (1949—1959).
- 1965 — Георгий Гурвич (р. 1894), российский правовед, французский социолог-позитивист.
- 1970 — Натан Альтман (р. 1889), советский живописец-авангардист, скульптор, театральный художник.
- 1971 — Дэвид Сарнофф (р. 1891), американский связист и бизнесмен российского происхождения, пионер радио- и телевещания в США.
- 1975
  - Алексей Ермолаев (р. 1910), артист балета, балетмейстер, педагог, народный артист СССР.
  - Валентина Серова (р. 1917), актриса театра и кино, заслуженная артистка РСФСР.
- 1985 — Энн Бакстер (р. 1923), американская актриса.
- 1985 — Иэн Стюарт (р. 1938), шотландский клавишник, один из основателей «The Rolling Stones».
- 1994 — Андрей Сова (р. 1912), советский киноактёр, артист эстрады.
- 1999 — Джозеф Хеллер (р. 1923), американский писатель-романист.
- 2000 — Елена Дружинина (р. 1916), советский историк, член-корреспондент РАН.

### XXI век
- 2002 — Николай Амосов (р. 1913), советский и украинский торакальный хирург, учёный-медик, писатель.
- 2003 — Гейдар Алиев (р. 1923), советский и азербайджанский государственный, партийный и политический деятель, 3-й президент Азербайджана (1993—2003).
- 2004 — Владимир Бибихин (р. 1938), советский и российский переводчик, филолог и философ.
- 2006 — Нина Тарас (р. 1916), белорусская писательница, поэтесса.
- 2007 — Айк Тёрнер (р. 1931), американский музыкант и продюсер, один из пионеров рок-н-ролла.
- 2008 — Даниел Карлтон Гайдузек (р. 1923), американский врач-педиатр и вирусолог, лауреат Нобелевской премии (1976).
- 2019 — Питер Снелл (р. 1938), новозеландский бегун на средние дистанции, трёхкратный олимпийский чемпион.
- 2020
  - Валентин Гафт (р. 1935), советский и российский актёр театра и кино, театральный режиссёр, поэт и писатель.
  - Джек Стейнбергер (р. 1921), американский физик, профессор, лауреат Нобелевской премии по физике (1988).